# Ramon Godó i Pié
Ramon Godó i Pié (Igualada, 2 de juny de 1825 - Igualada, 20 de gener de 1883) fou un empresari català, propietari de la fàbrica Igualadina Cotonera, i germà de Carles Godó i Pié i Bartomeu Godó i Pié, fundadors del diari La Vanguardia.
Nasqué a Igualada l'any 1825, tercer dels nou fills de Ramon Godó i Llucià (1801-1865), alcalde d'Igualada i empresari tèxtil. A diferència del seu pare i dels seus germans no va intervenir en política, i com a hereu se centrà en els negocis familiars.
La Igualadina Cotonera és un edifici d'Igualada, conegut popularment com el Vapor Vell, destinat a la fabricació de cotó que va ser construït entre 1841 i 1842. És la fàbrica de tipus "manxesterià" més antiga d'entre les que es conserven a Catalunya i fou constituïda com a "Compañía Fabril Igualadina" l'any 1842 per dotze socis que aportaren 266.000 pessetes. Entre els socis hi figuraren diversos cotoners igualadins, encapçalats per Ramon Castells i Pié que aportà el 30% del capital, així com Ramon Godó Llucià, pare de Ramon Godó i Pié. En la tardor de 1856, la societat passà a denominar-se "Sociedad Anònima Igualadina Algodonera", redefiní l'objecte social i donà entrada a nous socis. Aquesta societat, que tenia dues unitats de producció a Igualada i una a Martorell, i es va dissoldre el 3 de maig de 1880, degut a problemes econòmics.
L'any 1877 la fàbrica de teixits de Ramon Godó i Pié, comptava amb disset telers. El 5 de febrer de 1881, enmig del procés de liquidació de la "Sociedad Anònima Igualadina Algodonera", Ramon Godó i Pié va adquirir l'edifici i els terrenys de la Igualadina Cotonera, sense incloure-hi la maquinària, per 30.500 pessetes. El període posterior es caracteritzà per la forta conflictivitat social, amb una vaga que afectà a 3000 obrers d'Igualada durant 19 setmanes l'any 1881.
Ramon Godó i Pié va tenir disset fills. El segon d'ells, Joan Godó i Llucià (1851-1935), conegut popularment com el Morrut i adscrit al partit liberal, va ser diputat provincial, diputat a Corts i alcalde d'Igualada.
Ramon Godó i Pié va morir el mes de gener de l'any 1883, després d'una llarga malaltia. A partir de llavors, i sota la direcció ja de Joan Godó i Llucià, les societats que assumiran la direcció i la gestió de la indústria van ser Vídua i Fill de Ramon Godó (1884-1889) i Joan Godó Llucià (1889-1936).